# Andrée Turcy
Alphonsine-Sidonie-Philomène Turc dite Andrée Turcy, née le 12 mars 1891 à Toulon et morte le 3 mai 1974 à Marseille, est une actrice et chanteuse française.

## Biographie
Alphonsine Turc suit des cours de chant lyrique avant de faire ses débuts au café-concert à Lyon en 1912 dans le genre réaliste sous le nom d'Andrée Turcy. Félix Mayol, toulonnais comme elle, la fait monter à Paris pour se produire dans sa salle, le Concert-Mayol. Elle chante ensuite à l'Eldorado de 1912 à 1916. Elle est engagée pour une revue à l'Alcazar de Marseille en 1919, dans laquelle elle fait un triomphe (« La Chanson du cabanon »).
Avec entre autres, « Mon anisette », « Pourquoi je t'ai quitté », l'exigeant public marseillais l’adopte. Elle grave ses premiers disques en 1921 chez Pathé. Elle est en duo avec Antonin Berval durant les années 1920. Elle enchaîne revues et tournées, et s'essaie au théâtre. Francis Carco lui confie six chansons qu'elle crée à La Cigale en 1924.
À partir des années 1930, elle fait beaucoup de tournées en Afrique du Nord. Elle y aura d'ailleurs un grave accident où son chauffeur sera tué. Elle n'enregistre plus à partir de 1938 et fait de courtes apparitions dans quelques films.
Elle passe la période de l'Occupation en Algérie où son mari, André Garnier, dirige le Grand Casino d'Alger. Son grand retour dans une revue à l'Alcazar de Marseille en 1950 fait l'événement. Elle y joue également l'année suivante, avant de s'installer en Algérie et de quitter les planches. De retour à Marseille, après 1962, elle ne se produit plus que pour répondre aux hommages que la ville lui consacre comme lors d'un gala en 1963. Sa fin de vie fut la misère. Elle fut aidée par la famille Baculard, et surtout Marie, dans le quartier St Charles, rue longue des Capucins. Elle décède en 1974 à l'âge de 83 ans.

## Filmographie

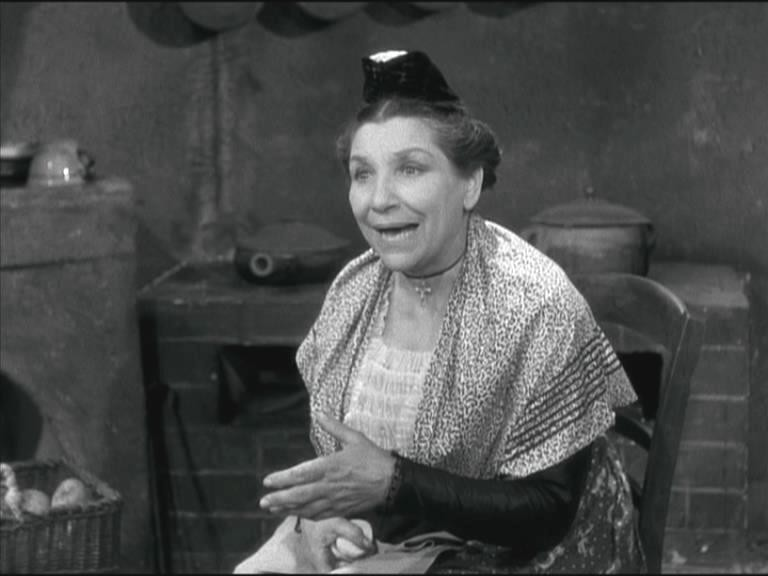
Andrée Turcy dans Les Lettres de mon Moulin de Marcel Pagnol

- 1952 : Manon des sources de Marcel Pagnol : la bouchère
- 1954 : Les Lettres de mon moulin de Marcel Pagnol, sketch Le Secret de Maître Cornille : Marinette
- 1962 : Mon oncle du Texas de Robert Guez : Cécilette
- 1963 : Les Grands Chemins de Christian Marquand : la vieille femme

## Distinctions
- Officier d'Académie (arrêté du ministre de l'Instruction publique et des Beaux-Arts du 10 mars 1931)